# 相川春香
相川 春香（あいかわ はるか、1994年4月18日 - ）は日本将棋連盟所属の女流棋士。女流棋士番号は47。安恵照剛八段門下。東京都杉並区出身。

## 棋歴

### 女流プロになるまで
7歳の時に父親に教わったのをきっかけに将棋を始める。小さい頃から弟と吉祥寺の将棋道場に通って腕を磨く。弟は奨励会に安恵門下で参加しており、その縁で姉も同門となった。
2007年8月、杉並区立井荻中学校1年で全国中学生選抜将棋選手権大会女子の部で山口絵美菜らを降し準優勝。これにより杉並区学校文化栄誉顕彰を受賞。翌年は決勝トーナメント1回戦で山口絵美菜に敗れる。
2008年10月、女流育成会（2008年度後期）に入会。2009年4月、女流棋士の養成機関が研修会に移行したため関東研修会D2クラスに編入。2010年5月22日、第4期マイナビ女子オープンのチャレンジマッチを通過し予選進出（7月の一斉予選1回戦で山田朱未に敗れる）。
2011年5月8日、関東研修会C2クラスでC1昇級の成績（6連勝）を収め、制度移行後2人目（関東研修会からは初）の女流棋士3級の資格者となる（17歳・高校2年）。5月14日、第5期マイナビ女子オープンで再びチャレンジマッチを通過（7月の一斉予選1回戦で島井咲緒里に敗れる）。その後、資格申請を経て10月1日付で女流3級になった。

### 女流3級
女流3級になってから1年目は、プロ相手に5連敗するなど、6棋戦に出場して2勝6敗で終わる。
2年目も昇級まであと1勝が届かないことが多かった。そして迎えた2013年8月17日、第7期マイナビ女子オープン一斉予選の1回戦で中村真梨花に勝ち、続く予選決勝でも今井絢アマにも勝利。女流2級昇級となる同棋戦本戦入りを満たし、同日付で女流2級に昇級した。なお、この1番に敗れた場合、期日まで女流王位戦予選1回戦の1局しかなく、女流資格を喪失する寸前であった。

### 女流プロ入り後
2015年2月24日、女流名人戦予選で貞升南に勝利し、予選決勝進出を決め、女流1級へ昇級を果たす。
2015年4月1日付で、年度指し分け（7勝）以上を7勝7敗で満たし、女流初段へ昇段した。
2016年の第10回白瀧あゆみ杯争奪戦では、準決勝で伊藤沙恵を、9月25日の決勝で奨励会三段の西山朋佳をそれぞれ破り非公式戦ながら優勝を果たした。
2018年3月14日、第45期女流名人戦予選決勝で鈴木環那に勝ち、自身初となる女流名人リーグ入りを果たした。

## 人物
棋風は振り飛車の攻め将棋。愛称は春ちゃん。
弟は奨励会三段リーグに在籍していたが、2022年9月をもって年齢制限で退会した。
2023年にパソコンスキルの資格「Microsoft Office Specialist」（MOS）を取得した。

## 昇段履歴
女流育成会→研修会
- 2008年10月01日 ： 女流育成会入会（2008年度後期）
- 2009年04月01日 ： 関東研修会D2クラスに編入
- 2011年05月08日 ： 関東研修会C1クラスに昇級（女流3級資格）[5]

女流棋士
- 2011年10月01日 ： 女流3級 [6]
- 2013年08月17日 ： 女流2級（1年間で参加公式棋戦数と同数の勝星、マイナビ女子オープン本戦入り）[7]
- 2015年02月24日 ： 女流1級（女流名人戦予選決勝進出）[8]
- 2015年04月01日 ： 女流初段（年度指し分け以上・7勝以上／2014年度7勝7敗）[9]

## 主な成績

### 年度別成績
- 2024年度
  - 年度成績：22局 8勝14敗・勝率0.3636
  - 通算成績：200局 67勝133敗・勝率0.3350